# Evan Turner
Evan Turner (nascido em 27 de Outubro de 1988) é um ex-jogador de basquete profissional e assistente técnico do Boston Celtics da National Basketball Association (NBA).
Ele jogou basquete universitário no Universidade Estadual de Ohio e foi selecionado pelo Philadelphia 76ers como a 2° escolha geral no Draft da NBA de 2010. Além dos 76ers, ele também jogou pelo Indiana Pacers, Boston Celtics, Portland Trail Blazers e pelo Atlanta Hawks.

## Primeiros anos
Turner nasceu pesando apenas 4,5 kg. No primeiro ano de vida, ele sofreu catapora, pneumonia, asma e sarampo. A epidemia de sarampo em Chicago em 1989 fez com que Turner precisasse desesperadamente de serviços de emergência. Ele encontrou problemas respiratórios graves que exigiram a remoção de suas adenóides e amígdalas. 
Aos três anos de idade, ele foi atropelado por um carro, resultando em uma concussão e pontos. Dentes de leite de tamanho grande e sobremordida causaram um impedimento na fala que exigia terapia da fala.

## Carreira no ensino médio
Antes do ensino médio, Turner e seu colega da NBA, Iman Shumpert, eram companheiros de equipe do 8º ano do time de basquete da Gwendolyn Brooks Middle School, em Oak Park, Illinois.
Em seu segundo ano do ensino médio, ele ajudou a levar St. Joseph ao titulo do campeonato estadual e chamou a atenção dos treinadores de basquete da Divisão 1 da NCAA.
Turner começou a receber grandes ofertas da Divisão I no início de seu terceiro ano. Após sua terceira temporada, ele foi considerado uma das 25 melhores perspectivas do país em sua classe e recebeu menção especial pelo Chicago Tribune e menção honrosa pela Associated Press.
Durante o verão de 2006, ele se comprometeu com a Universidade Estadual de Ohio. A decisão de Turner foi influenciada por seu relacionamento com o seu pai, James Turner, que morava em Columbus, Ohio, e que Turner visitava todos os verões desde os dez anos de idade.
Em seu último ano, Turner foi classificado como o 7º, 13º e 16º melhor Ala pela ESPN, Rivals.com e Scout.com, respectivamente.
| Nome | Cidade natal                | Escola          | Altura | Peso  | Data                |
| --- | --------------------------- | --------------- | ------ | ----- | ------------------- |
| Evan Turner SF | Chicago, Illinois           | St. Joseph (IL) | 2,01 m | 93 kg | 29 de Junho de 2006 |
| Evan Turner SF | Recrutamento: Rivais: ESPN: |                 |        |       |                     |
| Classificação geral de novatos: Scout: 16º \| Rivals: 49º \| ESPN: 49º                                                                                         |                             |                 |        |       |                     |
| - Nota : Em muitos casos, Scout, Rivals, 247Sports e ESPN podem entrar em conflito em suas listas de altura e peso, nestes casos, a média foi obtida. - Fonte: |                             |                 |        |       |                     |

## Carreira na faculdade

### Primeiro ano

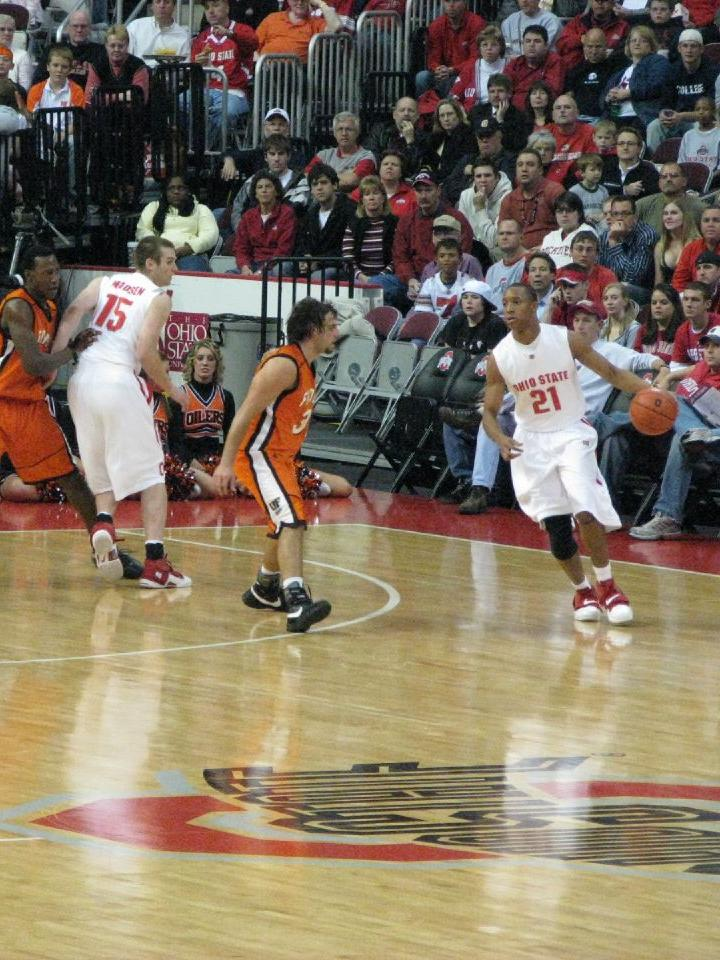
Turner como calouro durante um jogo de exibição em 6 de novembro de 2007 contra a Universidade Estadual de Ohio.

Como calouro, Turner teve uma média de 27,1 minutos, 8,5 pontos, 4,4 rebotes e 2.6 assistências por jogo ao longo da temporada e terminou em segundo na equipe em assistências e em terceiro em roubadas de bola.
Turner teve seu primeiro duplo-duplo em 19 de janeiro de 2008 contra a Universidade do Tennessee quando registrou 20 pontos e 10 rebotes.
Naquela temporada, ele ajudou a universidade a vencer o National Invitation Tournament de 2008 com média de 18,5 pontos, 7 rebotes, 4,5 assistências e 3 roubadas de bola na semifinal e na rodada final do torneio no Madison Square Garden.

### Segundo ano
No segundo ano, Turner foi nomeado o Jogador da Semana por três vezes durante a temporada de 2008-09 (8 de dezembro de 2008, 2 de fevereiro de 2009 e 9 de fevereiro de 2009).
Ele liderou seu time nas seguintes categorias estatísticas por jogo: pontos, rebotes, assistências e roubadas de bola. Turner liderou a Big Ten em pontuação no segundo ano. Turner e Manny Harris se tornaram o quarto e quinto jogadores na história da conferência a terminar entre os dez primeiros na conferência em pontos, rebotes e assistências desde que as assistências se tornaram estatísticas em 1983-84.
Em 15 de março, ele foi selecionado para a equipe do torneio da Big Ten Conference de 2009, apesar da derrota na final para Purdue.
Em seu segundo ano, Turner teve uma média de 36.4 minutos, 17.3 pontos, 7.1 rebotes e 4.0 assistências por jogo.

### Terceiro ano

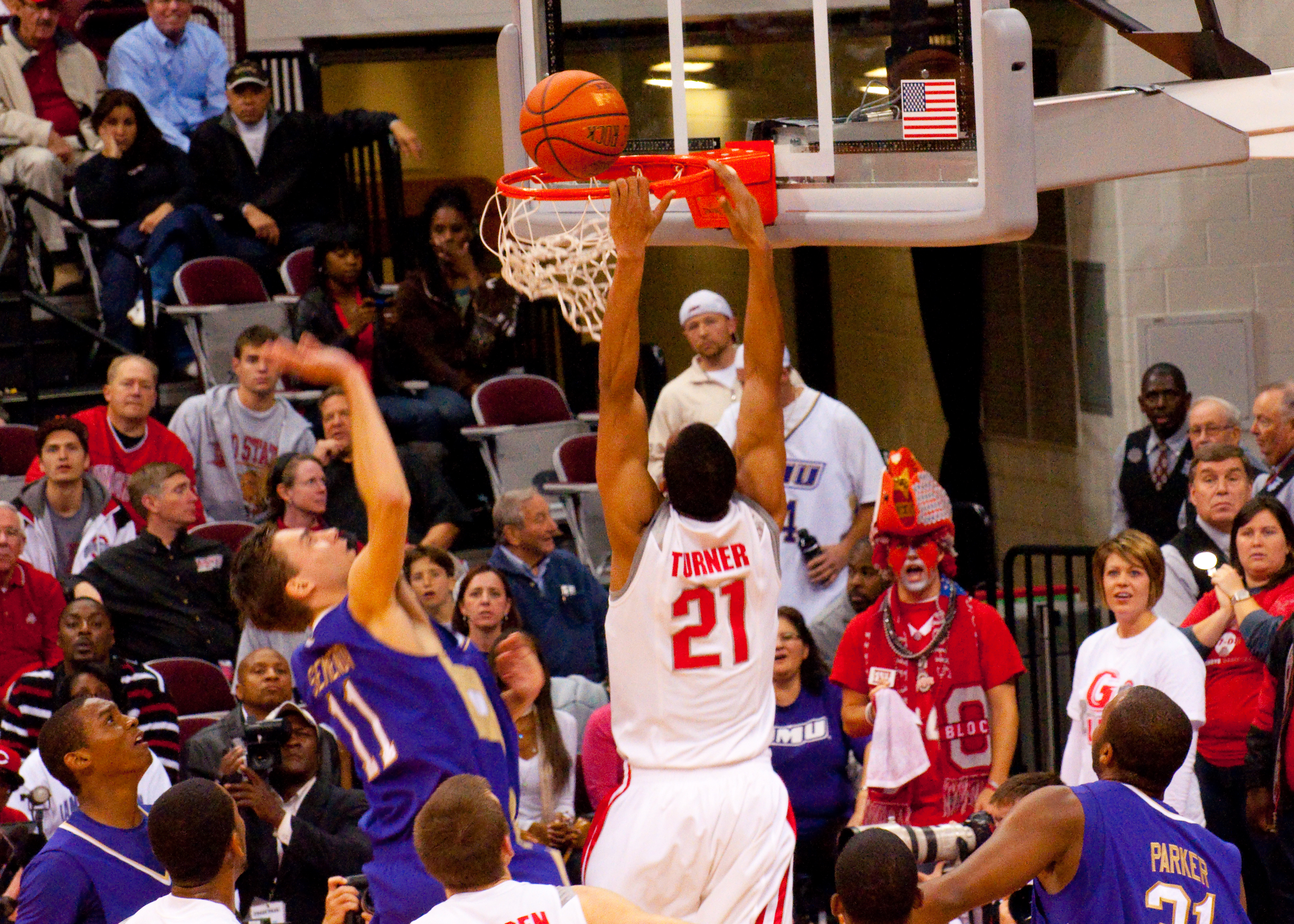
Turner enterrando contra James Madison (12/11/2009)

Turner, apelidado de "The Villain (O Vilão)", abriu a temporada tendo o primeiro triplo-duplo de um jogador da Big Ten desde 13 de janeiro de 2001 e o segundo da história da universidade (Dennis Hopson foi o primeiro) contra Alcorn. Com isso, ele conquistou seu quarto prêmio de jogador da semana da Big Ten.
Duas semanas após seu primeiro triplo-duplo, ele repetiu a façanha em casa contra Lipscomb em 24 de novembro. Com isso, ele conquistou seu terceiro prêmio consecutivo de jogador da semana da Big Ten. 
Em 8 de fevereiro, Turner estabeleceu um recorde na Big Ten Conference com seu oitavo prêmio de Jogador da Semana da Conferência, superando Glenn Robinson. Duas semanas depois de empatar o recorde de uma temporada, ele quebrou o recorde quando obteve uma média de 24,5 pontos, 8,5 rebotes e 5,5 assistências contra Purdue e Michigan. Então ele ganhou o prêmio novamente em 1 de março.

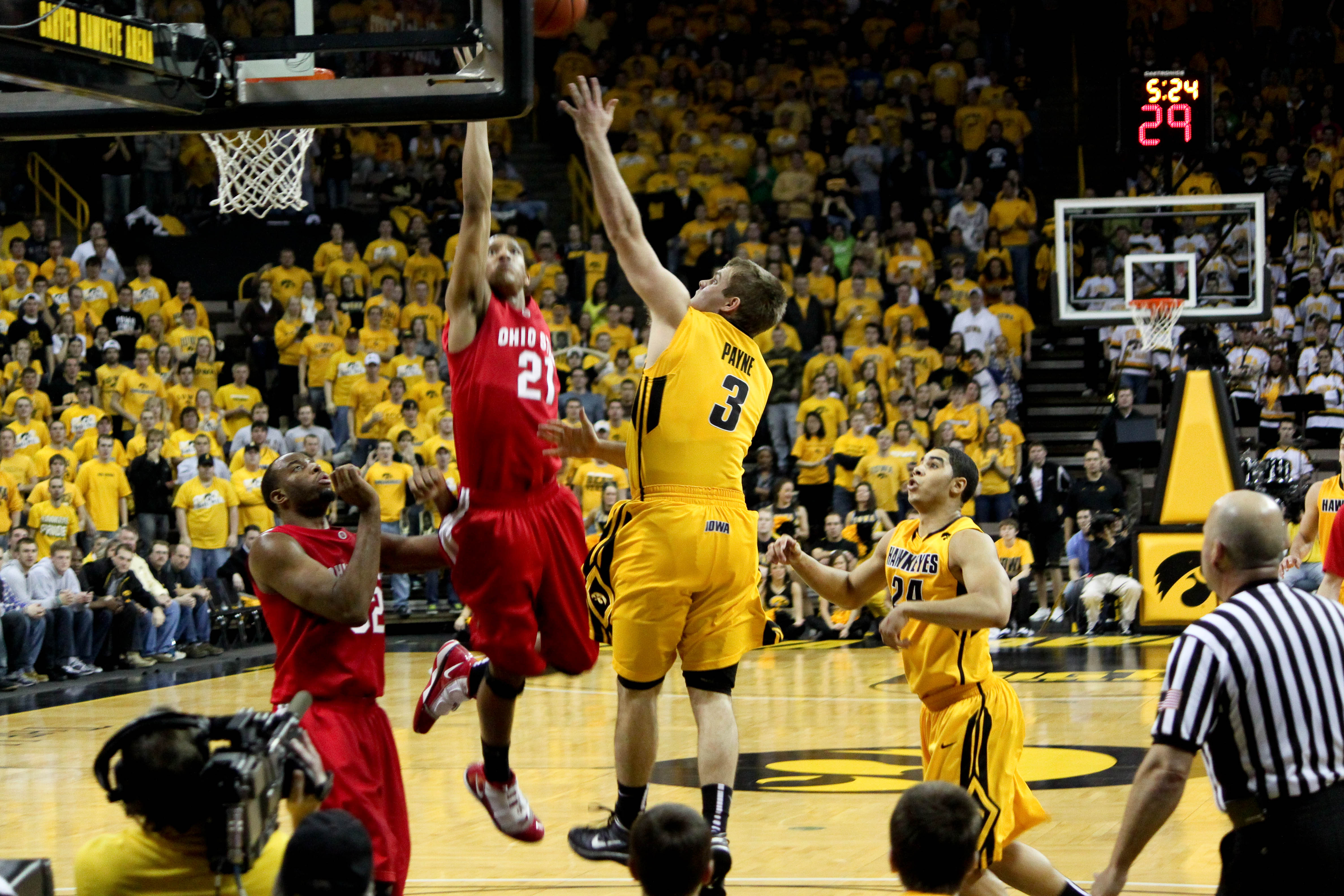
Turner contra Iowa (27-01-2010)

Turner ajudou a liderar os Buckeyes ao co-título da temporada regular da Big Ten. Ele levou a equipe ao título do Torneio da Big Ten, sendo nomeado o MVP do campeonato. Ele liderou a conferência em rebotes defensivos, ficou em segundo lugar em assistências e terceiro em roubadas de bola. Ele melhorou sua exibição no segundo ano, tornando-se o primeiro jogador a terminar entre os dois primeiros em média de pontos (1º, 20,4), rebotes (2º, 9,2) e assistências (2º, 6,0), tornando-se o primeiro jogador de basquete masculino a fazê-lo e o primeiro a terminar entre os cinco primeiros nas três categorias.

## Carreira profissional

### Philadelphia 76ers (2010-2014)

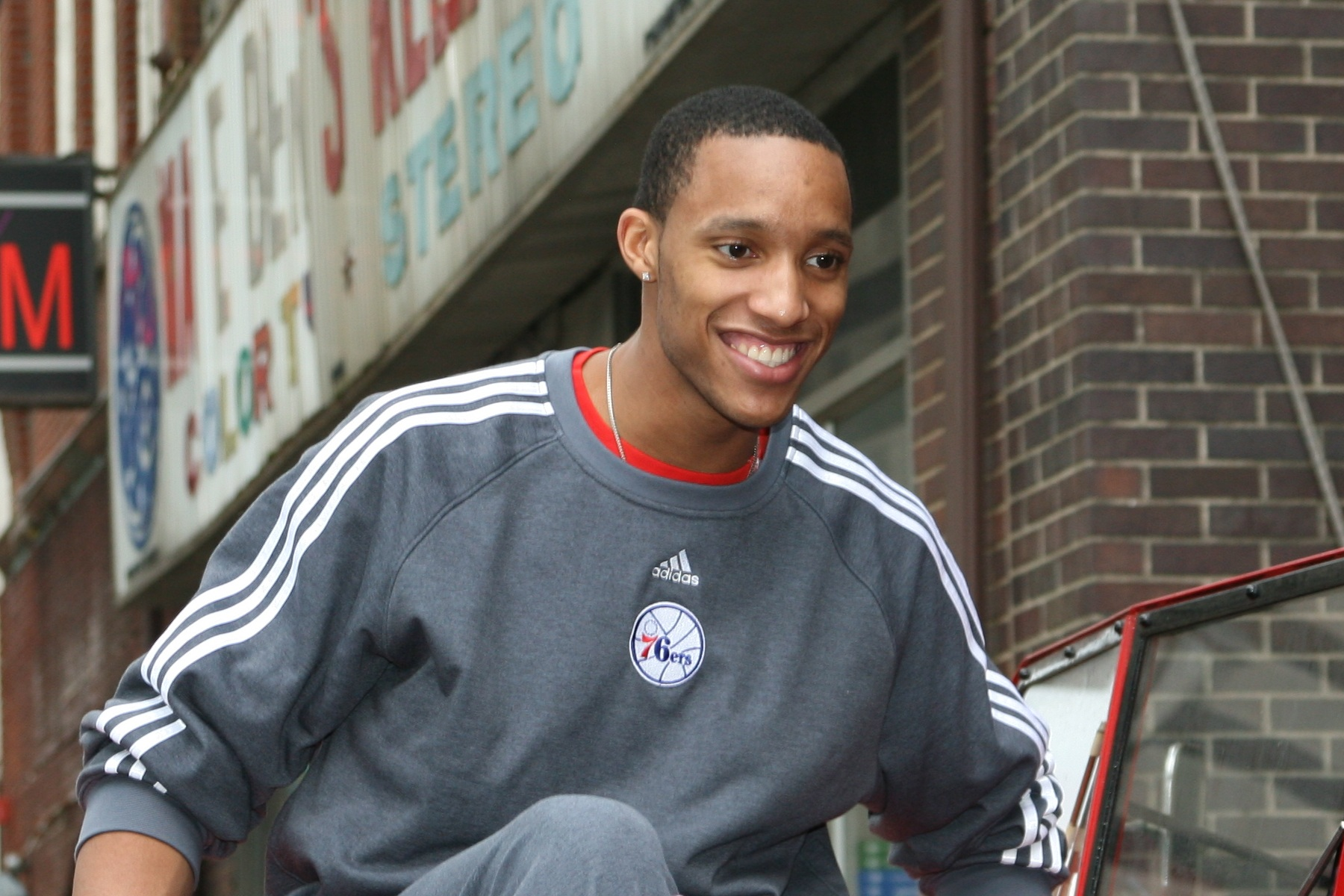
Turner como um novato

Em 7 de abril de 2010, Turner realizou uma conferência de imprensa e anunciou que renunciaria à sua última temporada de elegibilidade colegiada e entraria no Draft da NBA de 2010, onde era esperado que ele fosse selecionado como uma das três principais escolhas. Turner assinou com o agente de Michael Jordan, David Falk.
Ele foi selecionado com a segunda escolha geral pelo Philadelphia 76ers no Draft da NBA de 2010 e assinou um contrato de dois anos com uma opção do terceiro ano no valor estimado de US $ 12 milhões.

#### Temporada de 2010-11
Em 27 de outubro de 2010, em sua estréia no Philadelphia 76ers (também em seu aniversário de 22 anos), Turner registrou 16 pontos, 7 rebotes e 4 assistências em uma derrota de 97-87 sobre o Miami Heat. Em 7 de novembro de 2010, Turner foi titular em sua primeira partida na NBA e terminou o jogo com um duplo-duplo de 14 pontos e 10 rebotes em uma vitória por 106-96 sobre o New York Knicks.
Ele terminou a temporada com quatorze jogos como titular e dois duplos-duplos. A equipe tinha passado de um recorde de 27-55 na temporada anterior, mas conseguiu melhorar para 41-41 na primeira temporada de Turner. Eles alcançaram os playoffs da NBA de 2011 como a sétima melhor campanha e enfrentaram o Miami Heat, liderado por LeBron James e Dwyane Wade. Turner foi elogiado por sua agressividade na série, lidando com Wade no lado defensivo e marcando 17 pontos e seis rebotes em 50% de arremesso na vitória dos Sixers no Jogo 4. Essa seria a única vitória dos 76ers da série.
Em sua primeira temporada, Turner teve uma média de 23.0 minutos, 7.2 pontos, 3.9 rebotes e 2.0 assistências por jogo.

#### Temporada de 2011-12

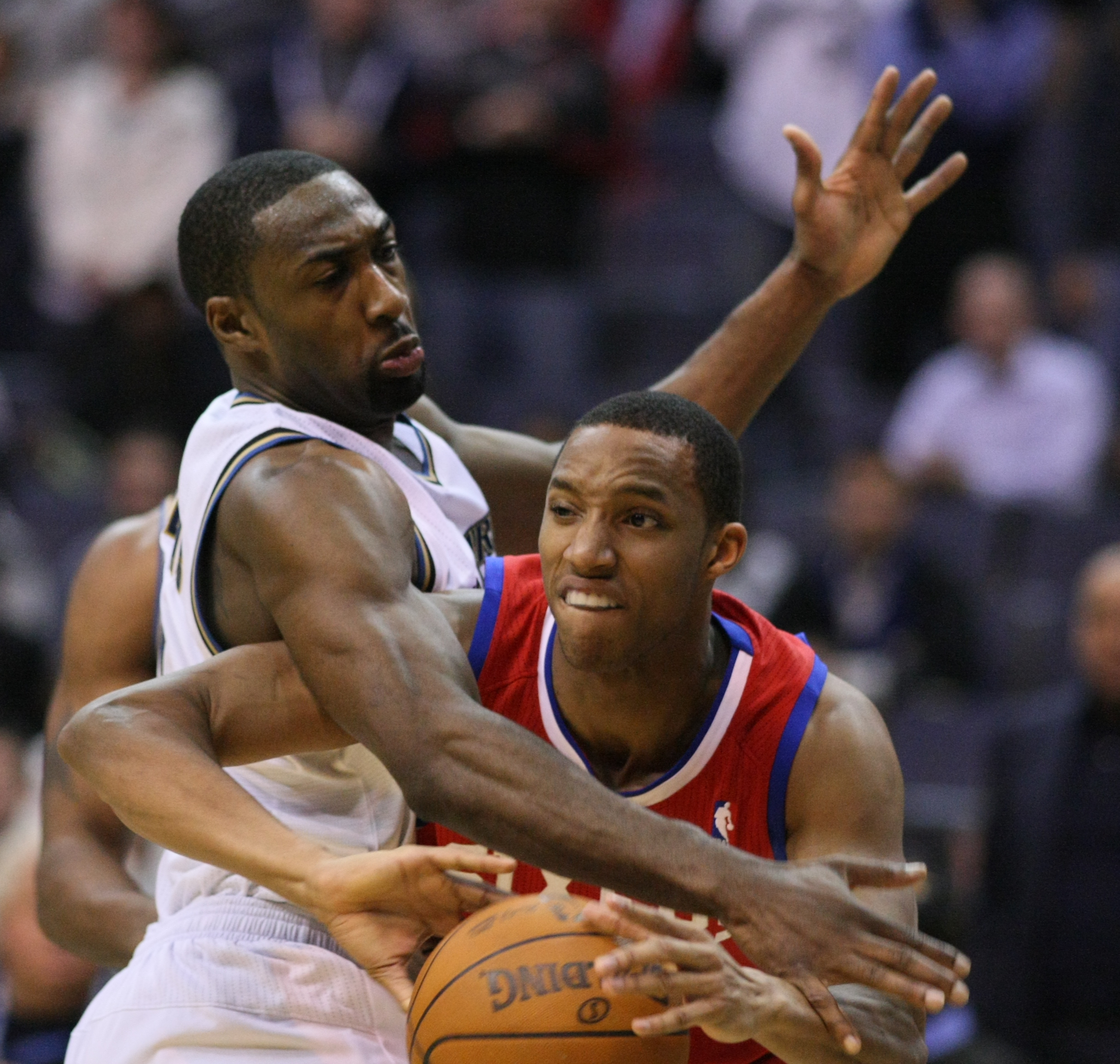
Turner com os 76ers contra Gilbert Arenas

Em 9 de março de 2012 e 11 de março de 2012, contra o Utah Jazz e o New York Knicks, ele teve dois jogos seguidos com duplos-duplos em sua terceiro e quarto jogo como titular consecutivo. Em 25 de abril de 2012, ele teve outro duplo-duplo com 29 pontos e 13 rebotes.
Ao longo da temporada, ele fez vinte jogos como titular e teve cinco duplos-duplos. Ele teve seu primeiro duplo-duplo na pós-temporada em 12 de maio de 2012, contra o Boston Celtics no primeiro jogo das semifinais da Conferência Leste com 16 pontos e 10 rebotes. Ele repetiu o feito em 21 de maio no Jogo 5 da série, registrando 10 rebotes e 11 pontos. Ele foi titular em 12 dos 13 jogos dos playoffs, mas o time foi eliminado na segunda rodada.
Nessa temporada, Turner teve uma média de 26.4 minutos, 9.4 pontos, 5.8 rebotes e 2.8 assistências por jogo.

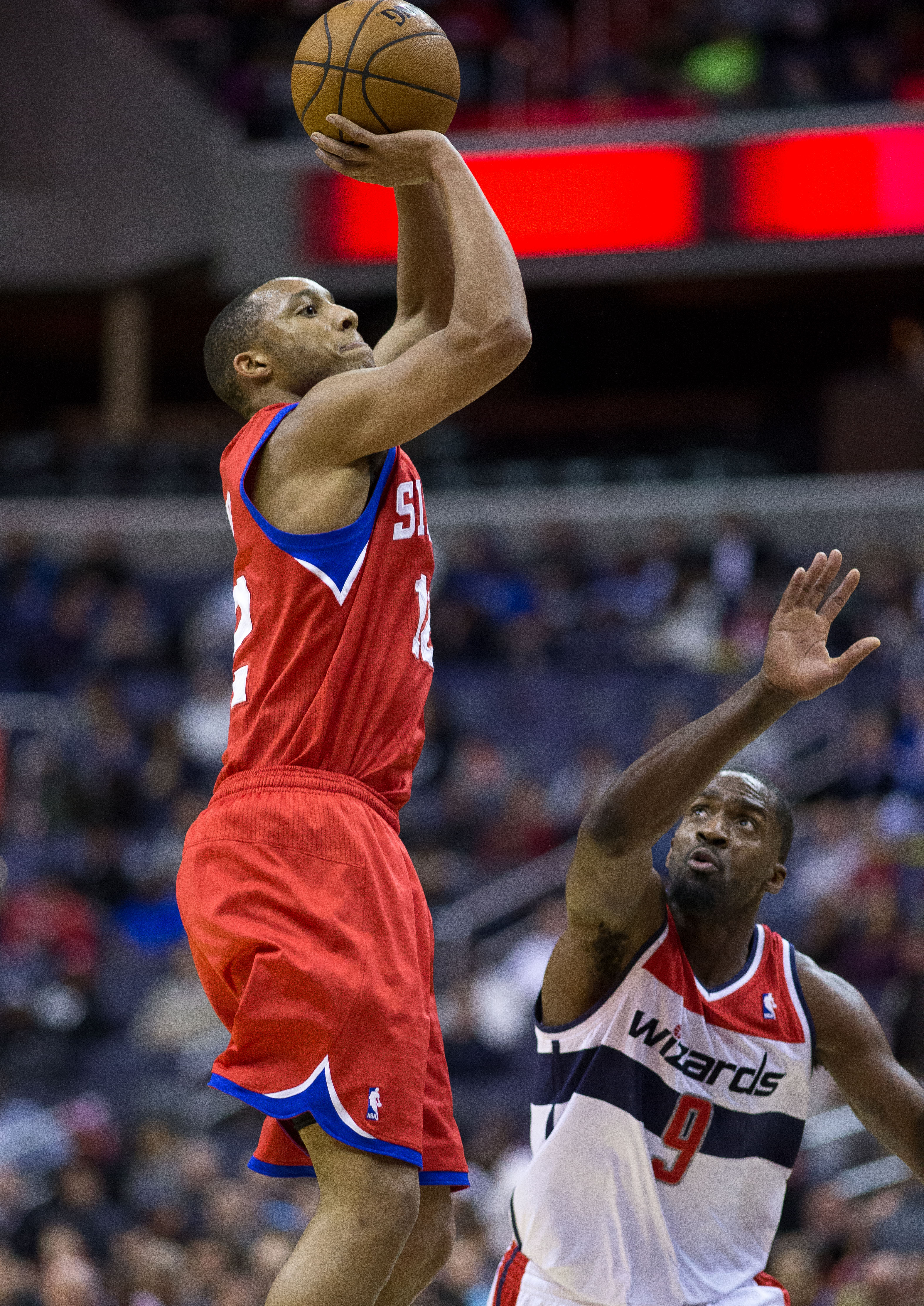
Turner fazendo um arremesso

#### Temporada de 2012-13
Turner foi titular em todos os 82 jogos durante a temporada de 2012–13 e registrou 14 duplos-duplos, tendo médias de 35.3 minutos, 13,3 pontos, 6,3 rebotes e 4,3 assistências.
Em 1 de março de 2013, ele ficou a uma assistência de um triplo-duplo com 22 pontos, 10 rebotes e 9 assistências contra o Golden State Warriors.
Os 76ers não procurou Turner para uma prorrogação de contrato antes do prazo final de 31 de outubro de 2013, o que significa que os 76ers tinham o direito de torná-lo um agente livre restrito no final da temporada.
Em três temporadas e meia em Philadelphia, ele jogou 279 jogos com médias de 29.7 minutos, 11.5 pontos, 5.5 rebotes e 3.2 assistências.

### Indiana Pacers (2014)

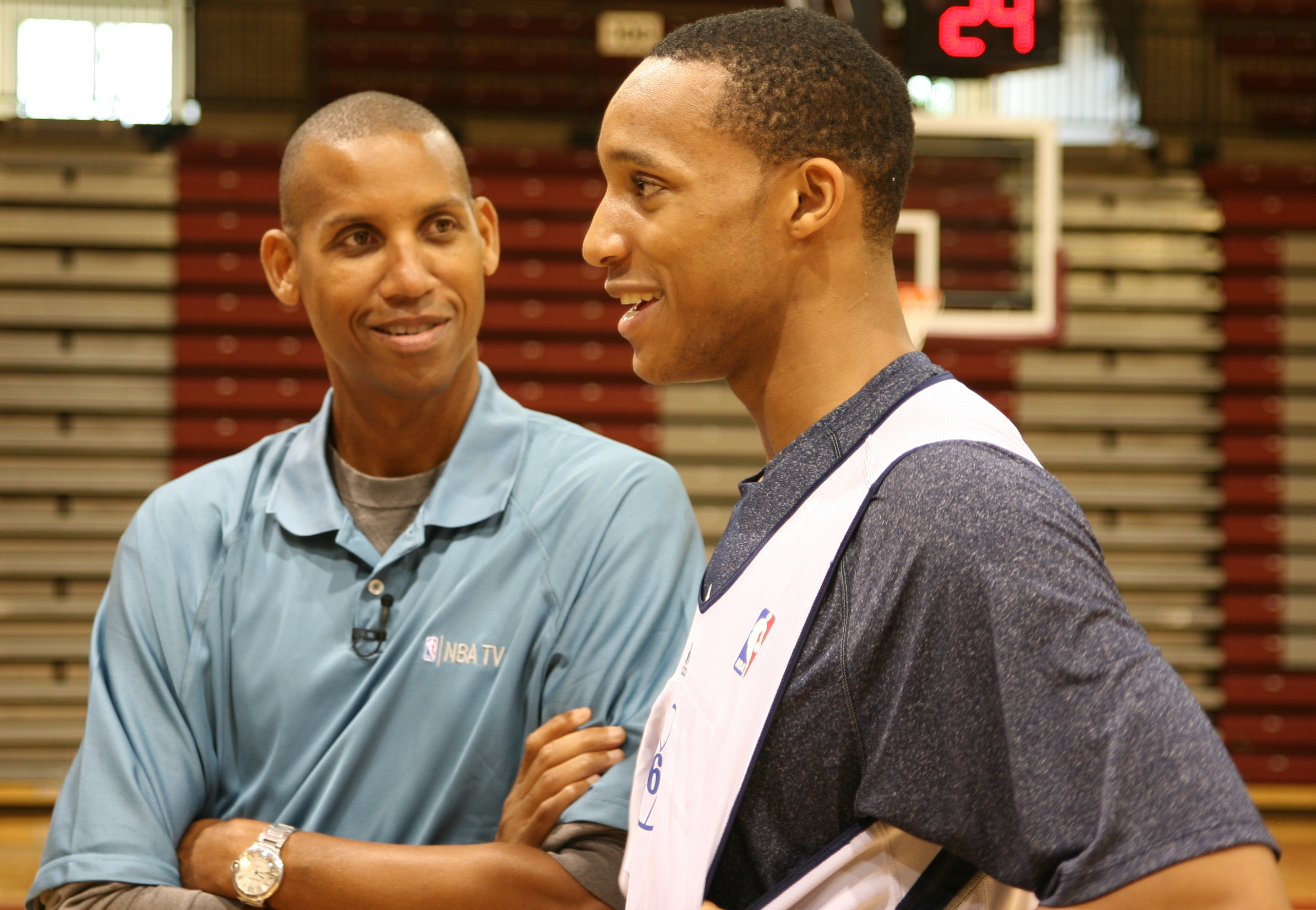
Turner (à direita) com a lenda dos Pacers, Reggie Miller

Em 20 de fevereiro de 2014, Turner e Lavoy Allen foram negociados com o Indiana Pacers em troca de Danny Granger e uma escolha de segunda rodada. 
Turner estreou nos Pacers em 25 de fevereiro de 2014, registrando 13 pontos e 6 rebotes em uma vitória por 118-98 sobre o Los Angeles Lakers.
Foi relatado que Turner mantinha um relacionamento amargo com Lance Stephenson, seu companheiro de Indiana, porque ambos eram agentes livres procurando seu primeiro grande contrato, que tinham o mesmo estilo de jogo e tentavam desempenhar o papel de próximo grande sucesso. O conflito levou a uma briga entre os dois em 21 de abril de 2014, em um treino na véspera do Jogo 2 da primeira rodada dos Playoffs da NBA de 2014.
Nesse período com os Pacers, ele jogou apenas 27 jogos com médias de 21.1 minutos, 7.1 pontos, 3.2 rebotes e 2.4 assistências.

### Boston Celtics (2014–2016)
Depois que Indiana decidiu não fazer uma oferta para Turner, ele se tornou um agente livre irrestrito. Ele assinou oficialmente com o Boston Celtics em 29 de setembro de 2014.

#### Temporada de 2014-15
Ele começou a temporada como reserva, mas quando Marcus Smart e Rajon Rondo sofreram lesões simultâneas, Turner foi titular e marcou 19 pontos na vitória contra o Chicago Bulls. Quando ele foi inserido na equipe titular como armador em 31 de dezembro de 2014, contra o Sacramento Kings, ele teve um duplo-duplo com 11 assistências e 10 pontos.
Ele teve seu primeiro triplo-duplo da carreira em 25 de fevereiro de 2015, contra o New York Knicks com 10 pontos, 10 assistências e 12 rebotes. Ele fez mais dois triplos-duplos em 23 de março contra o Brooklyn Nets (19 pontos, 10 rebotes e 12 assistências) e em 1 de abril contra o Indiana Pacers (13 pontos, 11 rebotes e 12 assistências).
Turner jogou todos os jogos na temporada 2014-15 e terminou com médias de 9,5 pontos, 5,1 rebotes e 5,5 assistências. Durante a entressafra, ele foi nomeado como participante do primeiro jogo da NBA na África.

#### Temporada de 2015-16
Em 4 de janeiro de 2016, Turner foi titular no lugar de Avery Bradley e teve um duplo-duplo de 12 pontos e 11 rebotes contra o Brooklyn Nets. Em 26 de março, Turner fez 17 pontos, 11 rebotes e bloqueou o arremesso vencedor de Devin Booker com 3,9 segundos restantes contra o Phoenix Suns.
Em duas temporadas em Boston, ele jogou 163 jogos com médias de 27.8 minutos, 10.0 pontos, 5.0 rebotes e 5.0 assistências.

### Portland Trail Blazers (2016–2019)

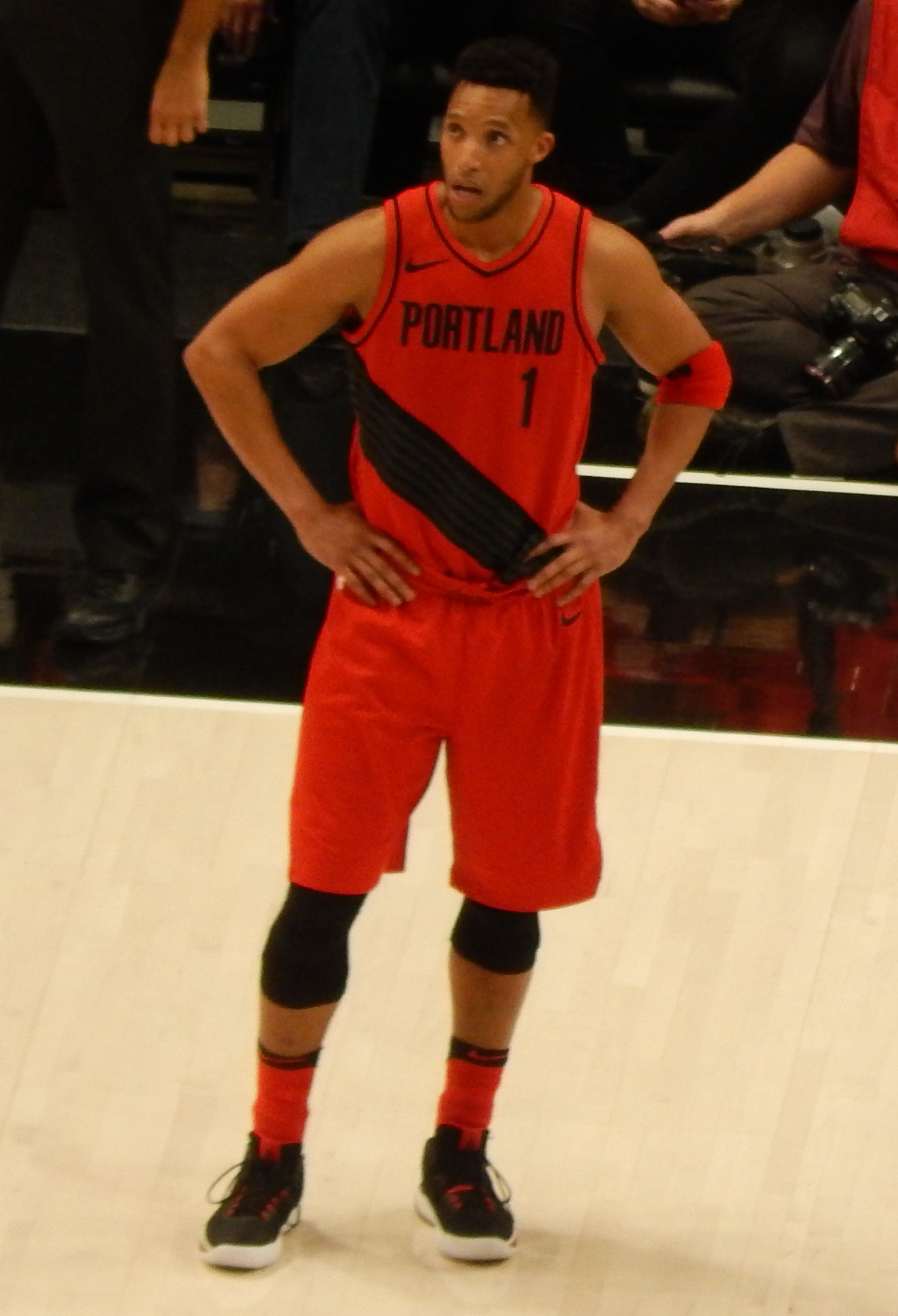
Turner em 2018

Em 6 de julho de 2016, Turner assinou um contrato de quatro anos e US $ 70 milhões com o Portland Trail Blazers.
Turner disputou com Maurice Harkless pelo posto de Ala titular na pré-temporada, mas no final ele perdeu a disputa. Ele estreou com uma performance de 3 pontos, 5 rebotes e 5 assistências em uma vitória por 113-104 sobre o Utah Jazz.
Com Harkless machucado em 8 de dezembro, Turner foi titular contra o Memphis Grizzlies e conseguiu um duplo-duplo de 15 pontos e 10 rebotes em uma derrota de 88-86.
Em 8 de fevereiro, ele foi descartado por aproximadamente cinco a seis semanas após sofrer uma fratura do terceiro metacarpo na mão direita na noite anterior ao jogo contra o Dallas Mavericks. Ele voltou à ação, usando um aparelho de proteção, em 18 de março, depois de perder 14 jogos. 
Ele abriu os playoffs da NBA de 2017 com um duplo-duplo de 12 pontos e 10 rebotes, em uma derrota de 12 pontos para o Golden State Warriors. Os Trail Blazers foram varridos em quatro jogos.
Em 1 de abril de 2019, pela temporada de 2018-19, Turner registrou seu quarto triplo-duplo da carreira com 13 pontos, 11 rebotes e 10 assistências em uma vitória de 132-122 sobre o Minnesota Timberwolves. Dois dias depois, ele teve seu segundo triplo-duplo consecutivo com 13 pontos, 12 rebotes e 11 assistências em uma vitória por 116-89 sobre o Memphis Grizzlies, tornando-se o primeiro jogador de Portland com triplos-duplos consecutivos desde Clyde Drexler na temporada de 1989-90.
Depois de marcar apenas quatro pontos nos seis primeiros jogos da série de playoffs da segunda rodada contra o Denver Nuggets, Turner fez 14 pontos no Jogo 7, ajudando Portland a vencer por 100-96 e avançar para as finais da Conferência Oeste pela primeira vez desde 2000. Na série seguinte, eles foram varridos pelos Warriors.
Em três temporadas em Boston, ele jogou 217 jogos com médias de 24.4 minutos, 8.0 pontos, 3.8 rebotes e 3.0 assistências.

### Atlanta Hawks (2019–2020)
Em 24 de junho de 2019, Turner foi negociado com o Atlanta Hawks em troca de Kent Bazemore. Em 5 de fevereiro de 2020, Turner foi negociado com o Minnesota Timberwolves.

### Aposentadoria
Em 30 de novembro de 2020, Turner anunciou sua aposentadoria do basquete profissional.

## Carreira como treinador
Para a temporada de 2020-21, Turner se juntou à equipe técnica do Boston Celtics, substituindo Kara Lawson.

## Estatísticas

### NBA

#### Temporada regular
| Ano      | Equipe       | PJ  | PT  | MPJ  | AP   | 3P   | LL   | RT  | AS  | BR  | TO | PPJ  |
| -------- | ------------ | --- | --- | ---- | ---- | ---- | ---- | --- | --- | --- | -- | ---- |
| 2010–11  | Philadelphia | 78  | 14  | 23.0 | .425 | .318 | .808 | 3.9 | 2.0 | .6  | .2 | 7.2  |
| 2011–12  | Philadelphia | 65  | 20  | 26.4 | .446 | .224 | .676 | 5.8 | 2.8 | .6  | .3 | 9.4  |
| 2012–13  | Philadelphia | 82  | 82  | 35.3 | .419 | .365 | .740 | 6.3 | 4.3 | .9  | .2 | 13.3 |
| 2013–14  | Philadelphia | 54  | 54  | 34.9 | .428 | .288 | .829 | 6.0 | 3.7 | 1.0 | .1 | 17.4 |
| 2013–14  | Indiana      | 27  | 2   | 21.1 | .411 | .500 | .706 | 3.2 | 2.4 | .4  | .1 | 7.1  |
| 2014–15  | Boston       | 82  | 57  | 27.6 | .429 | .277 | .752 | 5.1 | 6.5 | 1.0 | .2 | 9.5  |
| 2015–16  | Boston       | 81  | 12  | 28.0 | .456 | .241 | .827 | 4.9 | 4.4 | 1.0 | .3 | 10.5 |
| 2016–17  | Portland     | 65  | 12  | 25.5 | .426 | .263 | .825 | 3.8 | 3.2 | .8  | .4 | 9.0  |
| 2017–18  | Portland     | 79  | 40  | 25.7 | .447 | .318 | .850 | 3.1 | 2.2 | .6  | .4 | 8.2  |
| 2018–19  | Portland     | 73  | 2   | 22.0 | .460 | .212 | .708 | 4.5 | 3.9 | .5  | .2 | 6.8  |
| 2019–20  | Atlanta      | 19  | 0   | 13.2 | .373 | .000 | .857 | 2.0 | 2.0 | .5  | .4 | 3.3  |
| Carreira | Carreira     | 705 | 295 | 25.7 | .429 | .273 | .779 | 4.4 | 3.4 | .7  | .2 | 9.2  |

#### Playoffs
| Ano      | Equipe       | PJ | PT | MPJ  | AP   | 3P    | LL    | RT  | AS  | BR  | TO  | PPJ  |
| -------- | ------------ | -- | -- | ---- | ---- | ----- | ----- | --- | --- | --- | --- | ---- |
| 2011     | Philadelphia | 5  | 0  | 19.4 | .447 | .800  | 1.000 | 4.6 | .8  | .6  | .2  | 8.0  |
| 2012     | Philadelphia | 13 | 12 | 34.5 | .364 | .000  | .688  | 7.5 | 2.5 | .9  | .5  | 11.2 |
| 2014     | Indiana      | 12 | 0  | 12.4 | .429 | .571  | 1.000 | 2.2 | 1.6 | .3  | .0  | 3.3  |
| 2015     | Boston       | 4  | 4  | 29.5 | .364 | .500  | .889  | 7.3 | 4.8 | .8  | .0  | 10.5 |
| 2016     | Boston       | 6  | 4  | 35.7 | .365 | .214  | .778  | 5.7 | 4.5 | 1.3 | 1.0 | 13.2 |
| 2017     | Portland     | 4  | 4  | 31.0 | .364 | .333  | .750  | 5.8 | 3.8 | 1.8 | .5  | 10.3 |
| 2018     | Portland     | 3  | 3  | 29.0 | .364 | .286  | 1.000 | 4.0 | 3.3 | 1.0 | .3  | 9.3  |
| 2019     | Portland     | 16 | 0  | 15.3 | .326 | 1.000 | .800  | 4.6 | 2.2 | .2  | .2  | 2.7  |
| Carreira | Carreira     | 63 | 27 | 25.8 | .377 | .463  | .863  | 5.2 | 2.9 | .8  | .3  | 8.5  |

### Universidade
| Ano      | Equipe     | PJ  | PT | MPJ  | AP   | 3P   | LL   | RT  | AS  | BR  | TO  | PPJ  |
| -------- | ---------- | --- | -- | ---- | ---- | ---- | ---- | --- | --- | --- | --- | ---- |
| 2007-08  | Ohio State | 37  | 30 | 27.1 | .470 | .333 | .699 | 4.4 | 2.6 | 1.3 | 0.5 | 8.5  |
| 2008-09  | Ohio State | 33  | 33 | 36.4 | .503 | .440 | .788 | 7.1 | 4.0 | 1.8 | 0.8 | 17.3 |
| 2009-10  | Ohio State | 31  | 31 | 35.7 | .519 | .364 | .754 | 9.2 | 6.0 | 1.7 | 0.9 | 20.4 |
| Carreira | Carreira   | 101 | 94 | 33.0 | .497 | .379 | .747 | 6.8 | 4.2 | 1.6 | 0.7 | 15.4 |

Fonte: